# Klasztor Dominikanów w Wysokim Dworze
Klasztor Dominikanów w Wysokim Dworze – klasztor dominikański działający od 1628 do 1832 i ponownie po odzyskaniu przez Litwę niepodległości w 1991.
Klasztor został ufundowany przez Jana Alfonsa Lackiego, starostę generalnego żmudzkiego, i jego żonę Joannę, w 1628. Funkcjonował do kasaty w 1832. Władze carskie zaadaptowały wówczas budynki na koszary, zaś klasztorny kościół św. Dominika przebudowano na cerkiew prawosławną. W końcu XIX stulecia duchowieństwo prawosławne otrzymało również do użytku pozostałą część dawnych budynków mieszkalnych dla zakonników. Całość przebudowano w stylu rosyjsko-bizantyjskim, zacierając pierwotny wygląd kompleksu. Katolicy przejęli ponownie kościół w 1919, natomiast w budynkach klasztornych otwarto szkołę. Funkcję tę pełniły one również po II wojnie światowej; w okresie przynależności Litwy do ZSRR kościół był nieczynny. W 90. całość zabudowań zwrócono dominikanom, którzy obecnie prowadzą w nich przytułek dla starców z kaplicą domową. Podjęto również renowację zdewastowanej głównej świątyni klasztornej.
Ikonostas z cerkwi w Wysokim Dworze najprawdopodobniej trafił po rewindykacji świątyni do magazynu przy cerkwi Zaśnięcia Matki Bożej w Jewiach, skąd przekazano go cerkwi w Taurogach.